# 賴國安
賴國安（英語：Kuo-An Lai，1969年10月16日—），台灣台中出生，客家人，祖籍廣東省大埔縣，台灣導演及編劇，作品包括電影、電視廣告及MV等。2017年，首次創作電影長片《上岸的魚》，於多倫多國際影展舉行世界首映後，入選西班牙聖塞瓦斯蒂安國際電影節新導演競賽單元，成為該影展成立38年來首部入選的台灣電影；亦入選巴西聖保羅國際影展主競賽單元，是台灣電影暌違20年再度入選該影展競賽紀錄。

## 生平
目前專職導演及編劇創作，於台灣、大陸等地拍攝超過百部以上電視廣告、MV等影片。歷任各項影視製作職務，亦參與多部電影拍攝工作。
曾任阿榮片場攝影助理、十月影視攝影師及美術指導、年代GoGoTV專案編導、春暉電影台編導等。參與電影作品包括《18》燈光組（何平導演）、《只要為你活一天》攝影組（陳國富導演）、《傲空神鷹》攝影組（金熬勳導演）、《三十而立》美術指導（劉嘉明導演）等，並曾任《女人、性、尺寸》等多部短片攝影師。

## 作品

### 電影
| 年份 | 片名         | 擔任       | 合作演員                              | 備註 |
| 2016 | 《上岸的魚》 | 導演、編劇 | 鄭人碩、曾珮瑜、白潤音 陳慕義、瑤涵沂 | - 多倫多國際影展Discovery單元舉行世界首映 - 聖塞瓦斯蒂安國際電影節新導演競賽單元 - 聖保羅國際影展主競賽單元 - 中國平遙國際電影節新導演競賽 - 亞太電影大獎競賽片 - 加拿大溫哥華影展Dragons & Tigers單元 - 德國漢堡國際影展亞洲特快單元 - 愛沙尼亞塔林黑夜電影節 - 馬來西亞國際影展 - 香港亞洲電影節 - 義大利波洛尼亞亞洲電影節 - 美國芝加哥亞洲躍動影展 - 美國聖地牙哥亞洲電影節 |
| 2022 | 《夢遊樂園》 | 導演、編劇 | 溫昇豪、曾珮瑜                        | - 獲文化部108年度第1梯次國產電影長片輔導金 - 製作中 |

### 電視劇
- 客家電視台《落日》B組導演

### 劇本
- 劇本《鴿子》獲文化部99年度優良電影劇本佳作[20]
- 劇本《後花園》（後更名為《上岸的魚》）獲文化部103年度優良電影劇本優等[21]

### 廣告
曾為中國信託、中國國際航空、豐田汽車、福特汽車、馬自達汽車（融雪篇、身在此山中篇、迷霧篇）、日產汽車、麗仕沐浴乳、山葉機車、光陽機車、東元冷氣等眾多知名企業拍攝形象及商品廣告。

## 外部連結
- 賴國安在互联网电影资料库（IMDb）上的資料（英文）
- 賴國安在豆瓣上的资料（简体中文）